# Сориано, Альберто (композитор)
Альберто Сориа́но Те́бас (исп. Alberto Soriano Thebas; 5 февраля 1915, Сантьяго-дель-Эстеро, Аргентина — 16 октября 1981, Консепсьон-дель-Уругвай, Аргентина) — аргентинский и уругвайский композитор, музыковед и фольклорист.

## Биография
Учился в Салвадоре (Бразилия). С 1951 года работал в Уругвае, с 1953 — профессор Университета Республики в Монтевидео. Выступал с лекциями и исполнением произведений за пределами страня, в частности в СССР в 1964 году. Автор музыковедческих работ.

## Сочинения
- 1951 — балет «Ночное ранчо»
- 1952 — концерт для пяти гитар с оркестром № 1 / Concierto Nº1 para cinco guitarras
- 1954 — концерт для четырёх гитар с оркестром № 2 / Concierto Nº2 para cuatro guitarras
- 1954 — концерт для фортепиано с оркестром
- 1957 — концерт для скрипки с оркестром
- 1961 — симфоническая песня «Кубинская революция»
- 1962 — симфоническая песня «Боливийским шахтёрам»
- 1962 — симфоническая песня «Павшим в Бухенвальде»
- 1964 — концерт для виолончели с оркестром
- 1966 — симфоническая песня «Пражский триптих» / Tríptico de Praga

## Музыковедческие работы
- Las cinco llegadas de la Madre D Agua- Editorial Poseidón, Buenos Aires, 1943
- Esencialidad musical - ritualismo y humanismo en este arte - Imprenta ABC s.a. Montevideo.
- Algunas de las inmanencias etnomusicológicas Universidad de la República, Montevideo 1967
- Tres rezos augúricos y otros cantares de la liturgia negra Universidad de la República, Montevideo 1968.